# Vyara
Vyara là một thành phố và khu đô thị của quận Surat thuộc bang Gujarat, Ấn Độ.

## Địa lý
Vyara có vị trí 21°07′B 73°24′Đ / 21,12°B 73,4°Đ Nó có độ cao trung bình là 69 mét (226 feet).

## Nhân khẩu
Theo điều tra dân số năm 2001 của Ấn Độ, Vyara có dân số 36.213 người. Phái nam chiếm 50% tổng số dân và phái nữ chiếm 50%. Vyara có tỷ lệ 74% biết đọc biết viết, cao hơn tỷ lệ trung bình toàn quốc là 59,5%: tỷ lệ cho phái nam là 78%, và tỷ lệ cho phái nữ là 69%. Tại Vyara, 11% dân số nhỏ hơn 6 tuổi.